# Kościół św. Katarzyny w Marcinkowicach
Kościół św. Katarzyny w Marcinkowicach – rzymskokatolicka świątynia parafialna parafii św. Katarzyny znajdująca się we wsi Marcinkowice (powiat wałecki).

## Historia

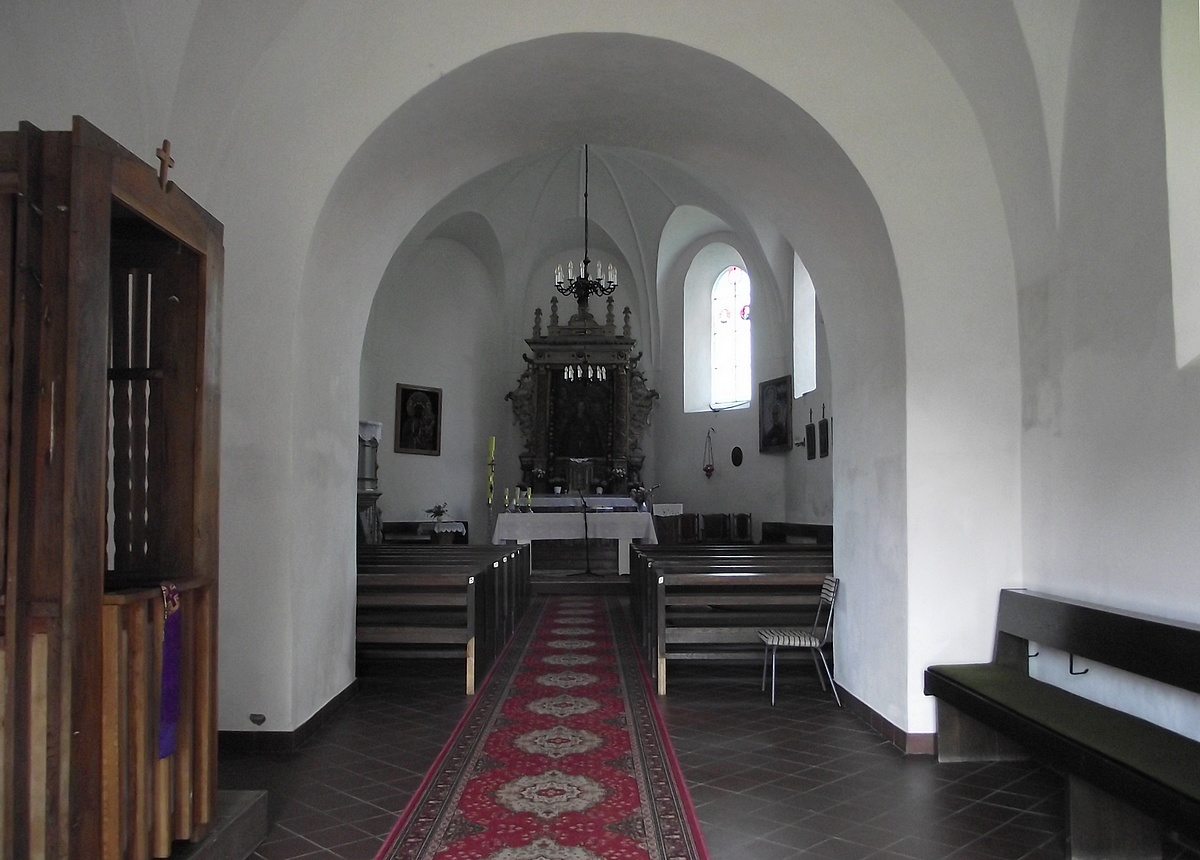
Wnętrze i ołtarz

Pierwsze wzmianki o świątyni we wsi pochodzą z XIV wieku. Przejściowo zajęli ją protestanci, ale już w 1596 osadzono tu katolickiego plebana - Walentyna Hincza pochodzącego ze Wschowy.   
Od 1607 posługiwali w kościele jezuici z Tuczna i być może oni podjęli decyzję o budowie solidnej, ceglanej świątyni. Obecny kościół ukończono w 1627 w stylu późnego gotyku, a jego fundatorem był Andrzej Tuczyński z Tuczna, w późniejszym czasie przebudowany w stylu renesanasu. Był to jedyny w dobie poreformacyjnej murowany kościół we wsiach należących do dóbr Wedlów-Tuczyńskich, a także jedna z niewielu murowanych budowli sakralnych między Drawą, a Gwdą aż do XIX wieku (były to tereny leśne, gdzie budulec drewniany był tani, a zatem królowała architektura drewniana i szachulcowa).  
W podziemiach chowano zwłoki lokalnych właścicieli ziemskich, m.in. katolickich przedstawicieli rodu Golców oraz Krzysztofa Prażmowskiego, jak również Elżbietę Blankenburg (dojście do podziemi po 1945 całkowicie zabetonowano - istnieje możliwość, że nadal znajdują się tam barokowe trumny).  

## Architektura
Obiekt posiada trójbocznie zamknięte prezbiterium. Ściany są wsparte skarpami. Wnętrze przykrywają sklepienia krzyżowo-żebrowe.

## Wyposażenie
Główny ołtarz jest drewniany, snycerski. W zwieńczeniu ustawiono figurę patronki świątyni - św. Katarzyny. Prostokątne pole obrazu ołtarzowego (Koronacja Najświętszej Marii Panny autorstwa prawdopodobnie gdańskiego malarza Hermana Hana, przedstawia Matkę Bożą w srebrnej sukience) ujęto w kolumny o pomalowanych trzonach, oplecionych wicią ze złoconymi pędami i zielono-niebieskimi wyobrażeniami kwiatów lilii, stojące na wysmukłych piedestałach zdobionych kaboszonami oraz ornamentem okuciowym. Złocone kapitele zbliżone są do jońskich. W ażurowych uchach ołtarza występuje złocony ornament małżowinowo-chrząstkowy. Obraz ołtarzowy Hermana Hana trafił zapewne do kościoła w latach ukończenia budowy (1627-1628). Dwa mniejsze ołtarze również zabytkowe, nad wejściem do zakrystii i nad głównym wejściem wmurowano 12 kul armatnich z walk pod Malborkiem, tworzą one krzyż.